# Werner Arnold
Pour les articles homonymes, voir Arnold.
Werner Arnold (né le 16 juin 1930 à Bâle — mort le 1er février 2005 à Bâle) est un cycliste suisse.
Après avoir porté les couleurs des équipes Bonanza et Eorotex, il devient membre de l'équipe Mondia de 1956 à 1958. Il prend alors notamment part au Tour de France 1956 ; il termine 86e.

## Palmarès
- 1953
  - Kaistenberg Rundfahrt
- 1954
  - Championnat de Zurich amateurs

## Résultats sur les grands tours

### Tour de France
1 participation
- 1956 : 87e